# Kunya-Urgench
Kunya-Urgench, vieja Urgench, o Kounya-Ourguentch (en turcomano: Көнеүргенч; en ruso: Куня Ургенч, Kunya Urgench – del persa: Kuhna Gurgānj کهنه گرگانج) es un municipio de alrededor de 30 000 habitantes en la norteña provincia de Daşoguz, en Turkmenistán. En este lugar se encontraba la antigua ciudad histórica de Ürgenç (Urgench), en persa Gurgandj, en árabe Jurjâniya, que dio seguramente su nombre a organdí y era Corasmia, una parte del imperio aqueménida y en su día la capital del Imperio corasmio. Está cercana a la ciudad de Nukus, capital de la República Autónoma de Karakalpakia, en Uzbekistán.
El gran médico Ibn Sînâ, Avicena, y el científico enciclopedista Al-Biruni residieron al final del siglo X en ella. Fue devastada en 1220 por los mongoles de Gengis Kan, luego fue abandonada a causa de un cambio del curso del río Amu Daria; la moderna Urgench se reconstruyó a unos 150 km de allí, en el actual Uzbekistán.
Sus habitantes abandonaron la ciudad en los años 1700 para desarrollar un nuevo asentamiento, y Kunya-Urgench ha permanecido intacta desde entonces. En el año 2005, las ruinas de Kunya-Urgench fueron inscritas como Patrimonio de la Humanidad por la Unesco. (Véase Anexo:Patrimonio de la Humanidad en Turkmenistán)

## Vista general
Ubicada en la orilla meridional del río Amu-Daria, el Viejo Ürgenç estaba situado en una de las rutas medievales más importantes: la Ruta de la Seda, el cruce de caminos de las civilizaciones de Oriente y Occidente. Es uno de los yacimientos arqueológicos más importantes de Turkmenistán, dentro de una vasta zona de paisaje protegido y contiene un elevado número de monumentos bien conservados, que se remontan a los siglos XI a XVI. Incluyen mezquitas, las puertas de un caravasar, fortalezas, mausoleos y un minarete, y la influencia de su estilo arquitectónico y artesanía alcanzó Irán, Afganistán y la arquitectura posterior del imperio mogol en la India del siglo XVI.

## Historia y desarrollo

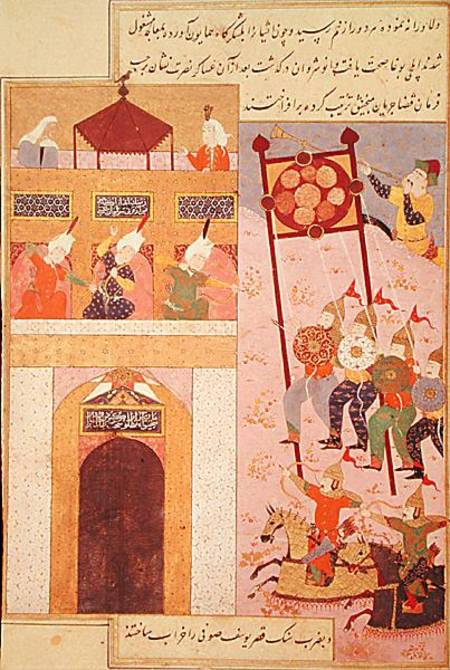
El ejército de Tamerlán asediando la ciudad de Urgench en el.

Fundada probablemente en el siglo V a. C., Gurganj originalmente era una ciudadela en la colina de Kyrkmolla (también llamada Kirkmolla Kirk Molla) que fue creciendo con el paso de las centurias. La colina se encuentra al noreste de la ciudad y se han encontrado con trazos culturales que pueden datarse hasta el siglo II a. C., en el período helenístico; posiblemente sea Keshk-i-Ahchak, «fuerte viejo», un palacio mencionado en las crónicas medievales que se basaban en los relatos mongoles.
Adquirió gran importancia tras la conquista árabe de 712 porque los emires instalaron su sede en la ciudad. Para el siglo X era la segunda ciudad más importante de Corasmia después de Kyat, la capital, y se considerada su principal núcleo comercial.
Gurganj entró en una edad de dorada en la primera mitad del siglo XI, cuando se volvió la capital de Corasmia bajo los mamúnidas, logrando eclipsar en esplendor a Bujará, sede de sus rivales samánidas, como un gran centro artístico, científica y comercial. Posteriormente, decayó con las sucesivas conquistas de gaznávidas y selyúcidas que convirtieron a Corasmia en una provincia. A finales de la centuria, se estableció una nueva dinastía, los anushtigínidas, quienes fueron vasallos de los selyúcidas, lo que no impidió que su capital volviera a prosperar durante ese período. Según las excavaciones arqueológicas, Gurganj contaba con cuatro puertas, dos palacios de gobierno, numerosos barrios y jardines, un curso la partía por la mitad y grandes muros defensivos. El gobernador Mamun I hizo construir un primer palacio con espléndidas puertas, acto imitado por su hijo Abu al-Hasan Ali, quien hizo erigir el otro justo al frente. El canal de Kerder (actual Kegeyli) era el principal canal que llevaba agua a Gurganj, en época de Ibn Rust (913) separaba a Gurganj de Mizdajkan, pasando a unos seis a siete km de la primera, pero cuando escribió Makdisi (985) sus aguas llegaban a la ciudad. Yaqut (1219-1220) menciona que los habitantes de Gurganj construyeron una represa para desviar su curso.

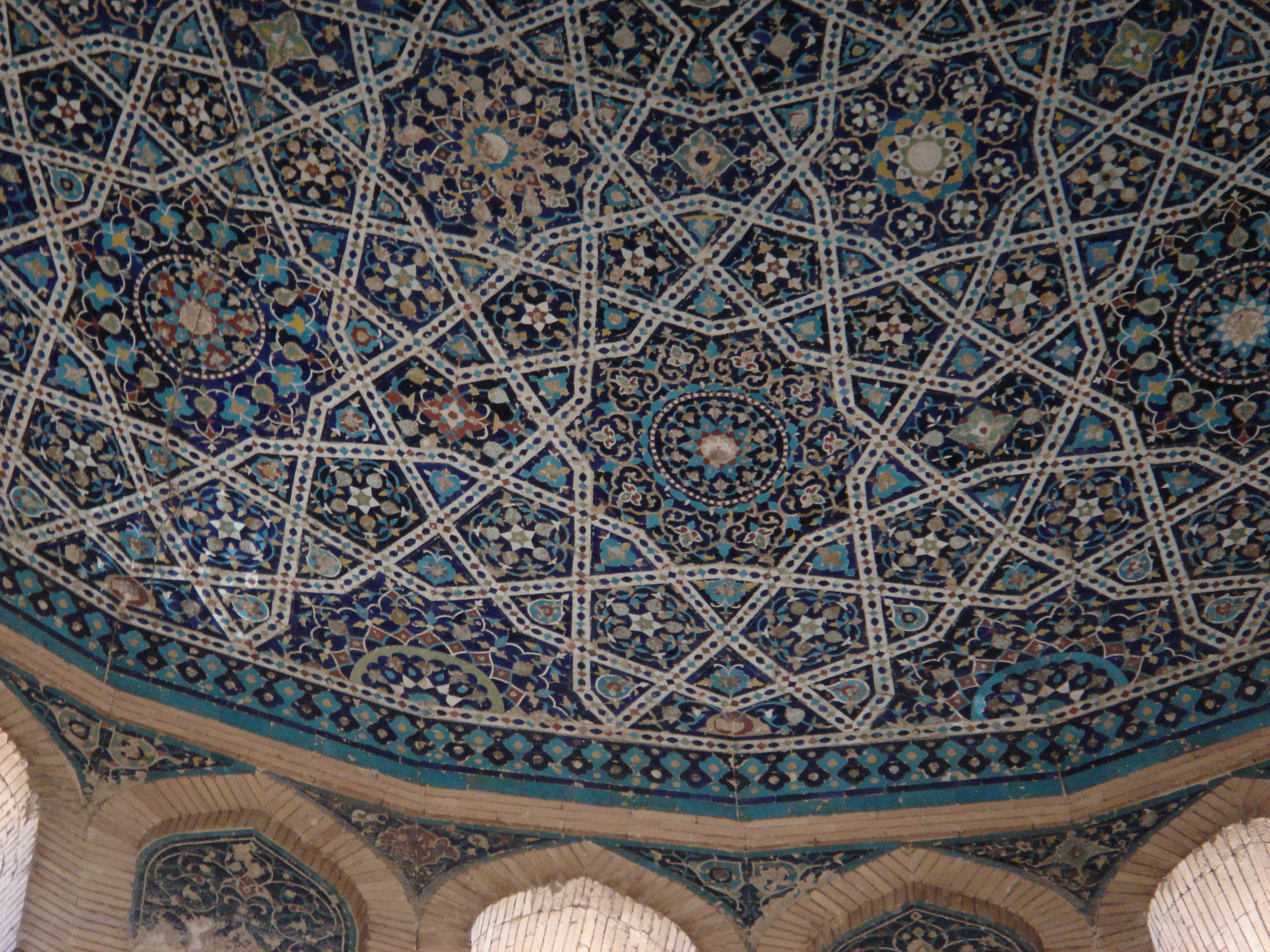
Decoración de mosaico en la cúpula del mausoleo de Turabek Janum.

Tradicionalmente, las ciudades de Asia Central tenían cuatro puertas, a diferencia de las fortalezas, que solamente contaban con dos, Gurganj no era la excepción y su interior estaba abarrotado con una creciente población, dándose una expansión desde Kyrkmolla hacia el sudeste entre los siglos VII y XI. Además, las urbes de la región, entre los siglos IX y XIII, se organizaban en una estructura tripartita: ciudadela, pueblo intramuros y suburbios. Según Ibn Hawqal, Gurganj contaba con una ciudad intramuros y otra extramuros. Sin embargo, la evidencia arqueológica indica que las ciudades de Corasmia, a diferencia de Transoxiana o Jorasán, se caracterizaban por un sharistán insignificante y carecer de muros, pero esto pudo deberse a que sus defensas fueran derribadas para hacer espacio para la agricultura. En Corasmia no se dio un proceso de incastellamento, a diferencia del resto de los oasis de Asia Central, donde esto sucedió desde el siglo IV y que incluyó rodearlos con muros defensivos que permiten a los historiadores modernos calcular la superficie cultivada. Posteriormente, entre los siglos XI y XII se construyeron en sus fronteras numerosas fortalezas a la vez que crecieron las urbes ya existentes. Fuentes árabes (al-Istajri o al-Makdisi) del siglo X afirmaban que en la orilla izquierda del Amu Daria había caravasares y grandes ciudades, mientras que en la derecha solo caravasares fortificados. La mayoría de estas fortalezas seguían el mismo y simple plan: cuadriculadas y uniformes.
Desde el siglo X, Gurganj se distinguió por el crecimiento de los sistemas de regadío en su comarca. Entre el siglo XII e inicios del XIII, los impuestos y botín de las tierras conquistadas por el naciente Imperio jorezmita enriquecieron a la ciudad, lo que coincide con la construcción de varios monumentos. Esta etapa de esplendor terminó en 1221, cuando fue asediada por los mongoles. 
Sus presas permanecieron en ruinas por tres siglos, probablemente porque la zona se volvió una marisma despoblada. Gurganj quedó devastada, aunque probablemente no fue completamente destruida. Corasmia fue duramente castigada por los mongoles. Su red de regadío empezó a reconstruirse en el siglo XIV y una nueva ciudad de Gurganj resurgió en la primera mitad de esa centuria y superó en tamaño a la ciudad premongola.
Ibn Battuta como «la más grande, extensa, bella e importante ciudad de los turcos. Tiene buenos bazares y anchas calles, un gran número de edificios y abundancia de recursos». Desde el siglo XVI su arquitectura, artesanías y artes influenciaron fuertemente al nuevo Imperio mogol en el subcontinente indio. En 1373, Tamerlán atacó Corasmia, y su gobernante Yusef Sufi de la dinastía sufí se rindió. En 1379, Yusef Sufi se rebeló contra Tamerlán, quien saqueó Urgench, y Yusef Sufi resultó muerto. En 1388, la dinastía sufí de Urgench se rebeló de nuevo; esta vez Tamerlán arrasó Urgench hasta los cimientos y masacró a su población, destruyendo el sistema de irrigación de la ciudad, e hizo que se plantara cebada sobre el terreno donde en el pasado se alzó la ciudad, dejando solo una mezquita en pie. Esto, junto con el repentino cambio del curso del río Amu Daria, constituyó el principio del declive de Kunya-Urgench hasta el siglo XVI, cuando fue reemplazado como una capital regional por Jiva y fue al final abandonada. En 1557 el viajero inglés Anthony Jenkinson visitó Urgenj y dijo que sus muros tenían cuatro millas de circunferencia.

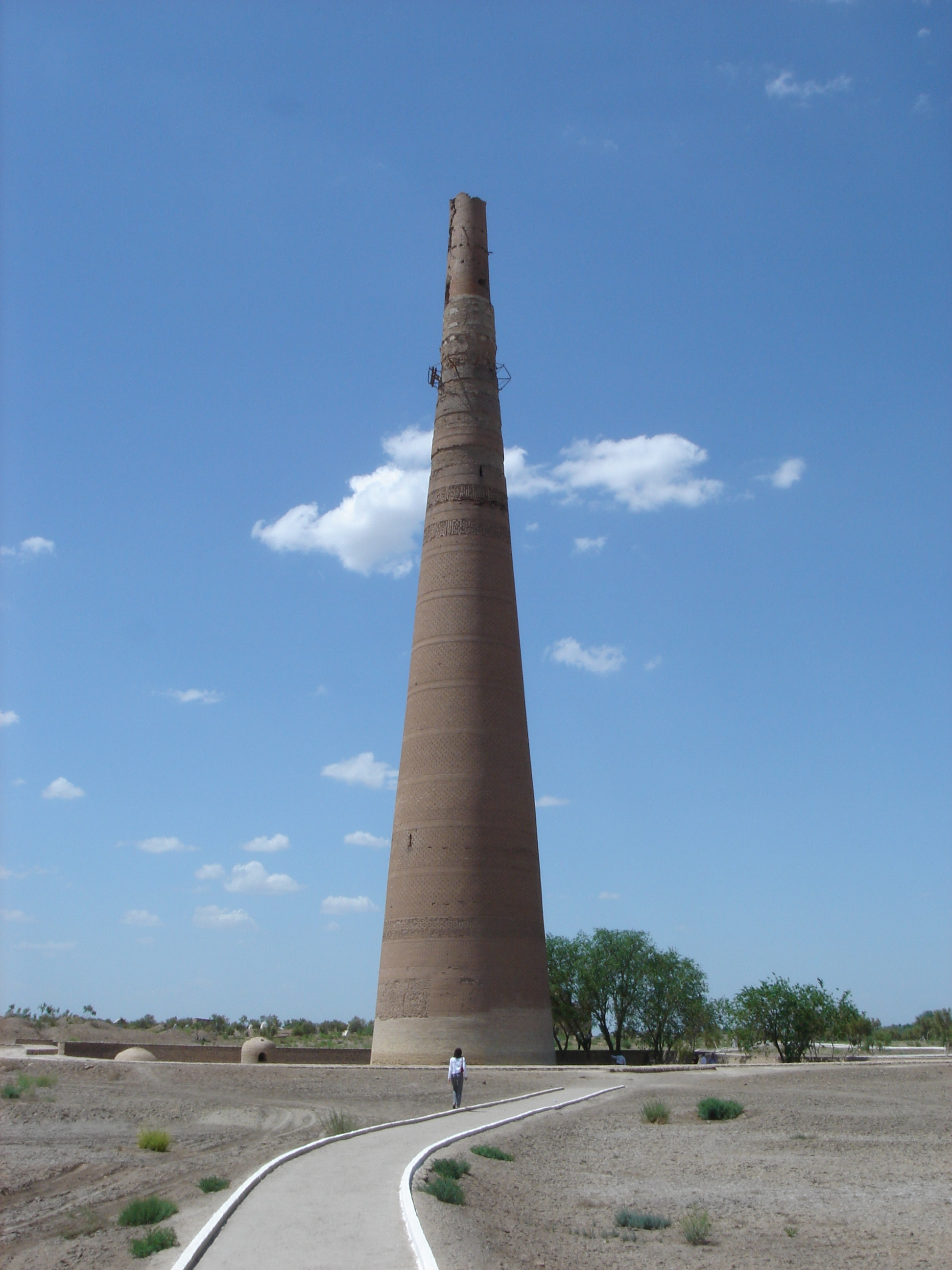
Minarete de Kutlug Timur.

Según un escritor del año 1893 Djordjania o Jorjania era la «segunda capital» del país. Estaba sobre el canal Wadak que parece quedar al extremo oriental del Kunya-Darya que parece ser el lecho del río que ahora lleva al lago Sariqamish. Justo al este de la ciudad había una presa que irrigaba la zona y bloqueaba el fluir del Oxus al mar Caspio. 
La zona más tarde fue habitada por los turkmenos desde principios del siglo XIX, pero en su mayor parte se desarrollaron fuera de la ciudad vieja, utilizando esta última como cementerio. Sin embargo, este uso ha parado ahora, y se han hecho esfuerzos para eliminar las arruinadas losas de las tumbas que se pueden encontrar en el yacimiento.
La ciudad nueva de Urgench se desarrolló hacia el sudeste, en lo que actualmente es Uzbekistán. Algunas de las primeras investigaciones arqueológicas en la ciudad vieja se realizaron por Aleksander Yakubovski en 1929.

## Área y población
El historiador ruso Oleg Bolshakov calculó la densidad demográfica media de las ciudades de Asia Central del del siglo VIII, equivalente a su área central (sharistán) en los siglos IX y XII. Se desconoce el tamaño del sharistán de Gurganj en esa época, pero la crónica de Al-Muqaddasi mencionaba que tenía el mismo tamaño que el área intramuros de la tercera ciudad de Corasmia: Mizdajkan. Esta urbe tenía dos elevaciones donde pudo ubicarse: la colina Gyaur Kala, pero por su área de 4 hectáreas se la considera demasiado pequeña; y la colina oriental donde estaba el mausoleo de Maz-lum-Jan-Slu y que tenía una superficie de 45 hectáreas, pero como estaba ocupada por cementerios desde época preislámica se cree poco probable que allí estuviera el sharistán.
Bolshakov estimó que Gurganj tenía un diámetro no inferior a 2 o 3 kilómetros y una superficie a las 1000 hectáreas, aunque reconoce que su área exacta es desconocida porque las excavaciones estaban bloqueadas por edificios de los siglos XIII y XIV. Su colega Nina Vakturskaya redujo el área estimada a 400 hectáreas para la nueva ciudad surgida en el siglo XIV, siendo apoyada por Egorov. Albert Burjánov afirma que el sharistán de esa nueva urbe alcanzaba las 430 hectáreas (aunque reconoce que otras fuentes lo elevan a 640). Yajya Goeljamov afirmó: «en los siglos IX-XIII, la enorme franja frente a las ruinas de Kunya-Urgench, en la margen izquierda del Darnyk [Amu Daria], era una continuación de esta ciudad: se extendía por más de 10 km y estaba cubierta casi en su totalidad con vestigios de edificios, fragmentos de ladrillos, cerámica rota, etc.».
Bolhsakov estimaba que la densidad demográfica media de un sharistán medieval era de 230 personas por hectárea, pero debe considerarse que el sharistán solía ser insignificante en la Corasmia premongola. y el historiador ruso proponía que Gurganj tenía la misma población que Samarcanda en el siglo siglo X, ciudad a la que estima una densidad de 150 personas por hectárea en su parte antigua. Bolshakov uso los mismos métodos en Gurganj y Samarcanda, posteriormente sumó el crecimiento que pudieron vivir los arrabales y aldeas cercanas hasta el siglo XII En el caso de Gurganj, proponía que en el siglo X, tenía la misma población que Samarcanda y Kyat. En sus estimaciones, la primera tenía entre cien mil y ciento diez mil pobladores, lo que permitió a la historiadora Irina Arzhantseva proponer que Gurganj tenía entre 100 000 y 120 000 habitantes, y lo mismo para Kyat. Además, Bolshakov propuso que durante el siglo XII Gurganj pudo alcanzar los 200 000 habitantes. La historiadora canadiense Maria Subtelny estimó que en el siglo XII, la urbe contaba con 200 000 pobladores.
Según el demógrafo estadounidense Tertius Chandler, contaba definitivamente con más de 40 000 habitantes, aunque no da cifras exactas. En su listados, donde sólo aparecen ciudades que él calcula tenía más de 40 000 habitantes en determinado momento histórico, Gurganj aparece dos veces. En estos listados, las ciudades están ordenadas de mayor a menor población. En el primero, referido al año 1150, no da una cifra para la ciudad, pero la pone justo por debajo de Balasagun, a la que estima 50 000 habitantes. En su segunda mención, que se refiere al año 1200, Gurganj nuevamente no tiene ninguna cifra concreta asociada a su población, pero aparece entre Venecia, a la que calcula 70 000 habitantes, y Acre, a la que asigna 75 000, justo por debajo de la segunda. En otro listado, también referido al año 1200, también ordenado de mayor a menor población, se le ubica justo entre Ray, con 80 000 habitantes, e Isfahán, con 70 000. Sin embargo, en una obra posterior, compara el número de puertas que tenía Gurganj hacia el año 1200, unas cuatro, con la Bujará del año 782. Esta última ciudad tenía en esa época siete puertas, estimándose que su sharistán tenía unas 450 hectáreas y Chandler estima en 100 habitantes por hectárea. Así, concluye que la zona intramuros de Gurganj tenía poco más de la mitad de la población que tuvo Bujará casi cinco siglos antes, es decir, unas 25 000 personas.

## Restos arqueológicos
El plano urbano de Kunya Urgench se ha perdido y sólo quedan en pie algunos monumentos en la actualidad. Son auténticos y ricos ejemplos de fina arquitectura y tradiciones constructivas que han existido durante siglos. El nivel de conservación varía dependiendo del edificio, y las restauraciones más importantes se han dado en los últimos treinta años, durante la época soviética y usando métodos y materiales tradicionales.

### Minarete de Kutlug-Timur

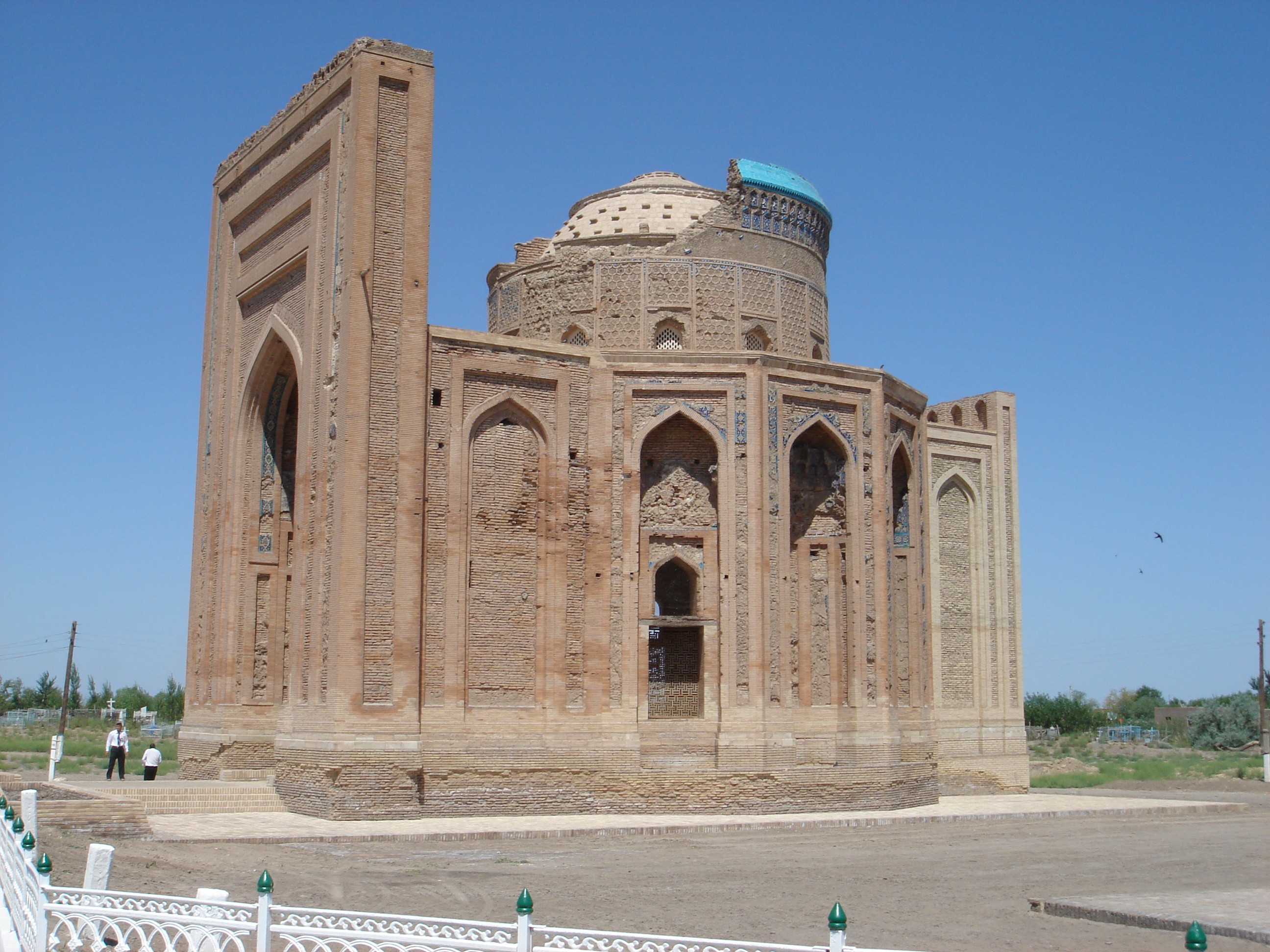
Mausoleo de Turabek Khanum, vista desde el sur.

El minarete de Kutlug Timur es quizá la estructura más sorprendente de este lugar. Data de los siglos XI y XII, y mide 60 metros de alto, haciendo de él el monumento más alto del parque. Su diámetro es de 12 metros en la base, y 2 en lo alto. Sobre la base de su ladrillo decorativo, incluyendo inscripciones cúficas, se cree que el minarete es una construcción precia, solo restaurada por Kutlug-Timur alrededor del 1330.

### Mausoleo de Turabek-Janum

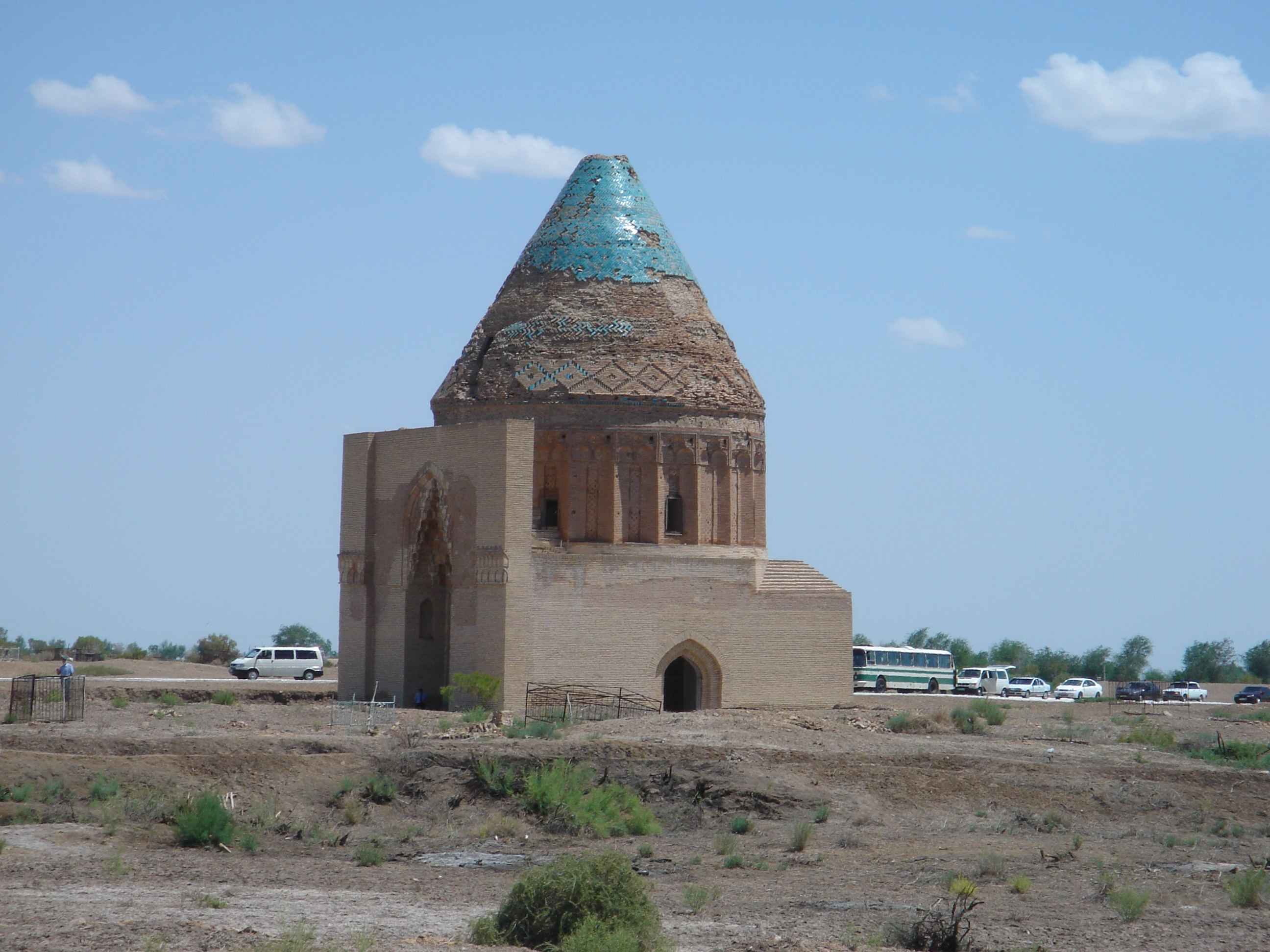
Mausoleo de Tekesh, Kunya Urgench, Turkmenistán.

Lleva el nombre de TurabekJhanum, la esposa de Kutlug-Timur (que gobernó entre 1321 y 1336), esta estructura se encuentra en la parte septentrional de la antigua Gurgench. Destaca por su elegante diseño y sorprendente decoración de azulejos, y es una obra arquitectónica muy sofisticada, tanto por su forma de conceptuar los espacios, como por su ingeniería. Ambas se utilizan plenamente, en una forma consciente, para lograr un efecto espiritual, estético y visual.
El edificio original estaba compuesto por dos cámaras: una gran sala con cúpula y otra más pequeña detrás. La cámara grande tiene doce lados en el exterior, y es hexagonal hacia el interior, precedida por un portal de entrada y un vestíbulo.
Uno de los rasgos arquitectónicos más impresionantes del mausoleo es la cúpula circular que cubre la sala principal, cuya superficie está cubierta de un colorido mosaico con pautas ornamentales de intrincadas formas que forman flores y estrellas, creando una metáfora visual del cielo. No hay nada coetáneo que se le pueda comparar en Urgench, pues algunos de los rasgos arquitectónicos, como las decoraciones ya mencionadas, no aparecen en otros monumentos construidos en vida de Turabek-Khanum, alrededor de 1330. Así, es difícil datar el edificio tan temprano. Estos rasgos, sin embargo, aparecen en Asia central más tarde, durante el reinado de Tamerlán, un señor de la guerra de ascendencia turco-mongola. Nuevas tecnologías, como mayólica de mosaico, se muestran en los primeros edificios de Tamerlán, como el palacio Aq Saray en Shahrisabz, en Uzbekistán, que se empezó en 1379 pero que aún estaba sin terminar en 1404.

### Mausoleo de Tekesh

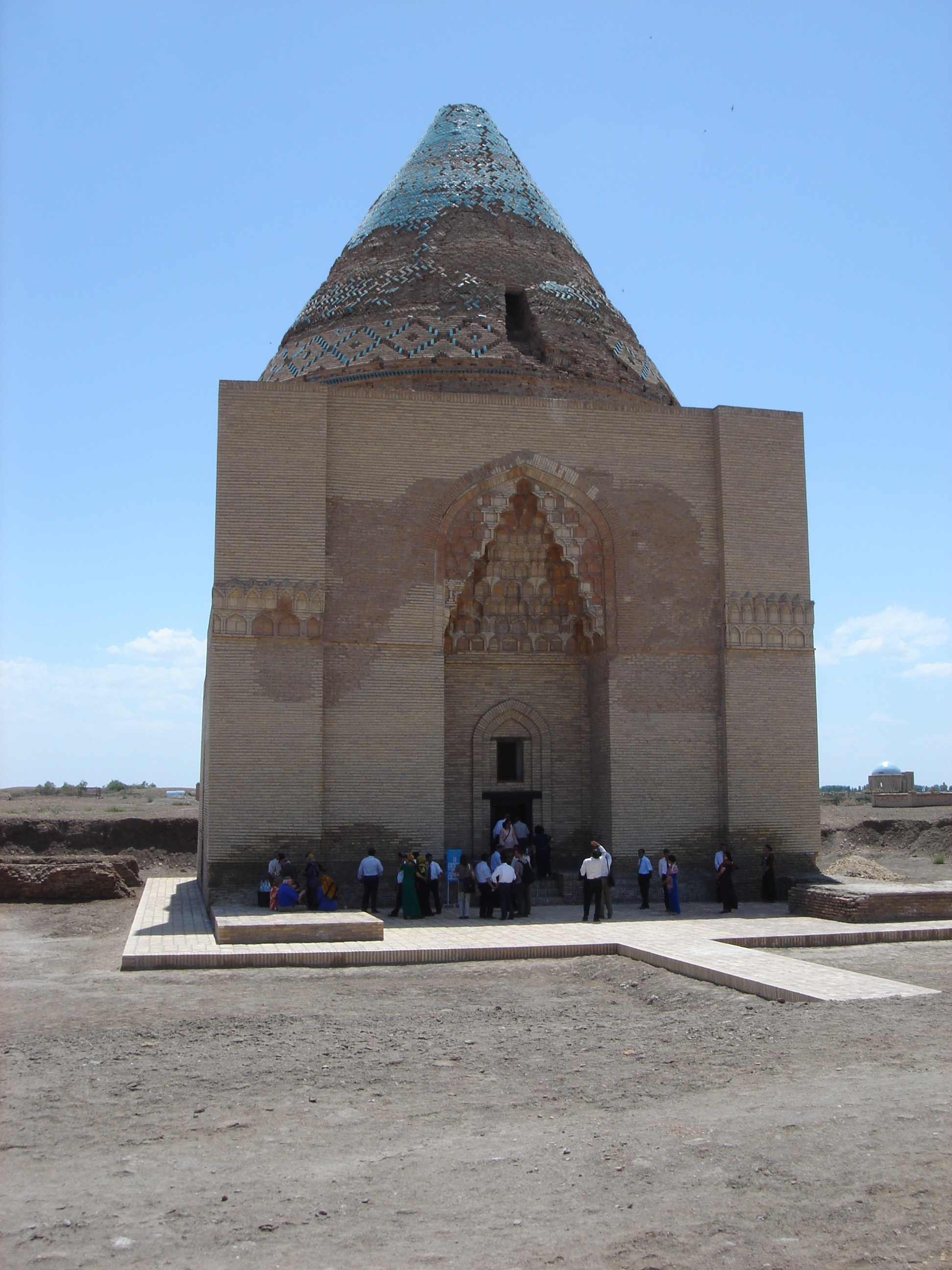
Vista del mausoleo de Tekesh.

Se cree que esta estructura es la tumba del sultán Ala ad-Din Tekish, el fundador del Imperio corasmio y su gobernante en 1172-1200. Se ha identificado como un mausoleo debido a la tradición de que cada edificio de la antigua Asia central está dedicado a un personaje mitológico o histórico.
El edificio está realizado con ladrillos y está formado por una sala cuadrada con muros que tienen 11,45 metros de alto, un tambor redondo macizo y un tejado cónico con una cúpula interna escondida por debajo. La cúpula está conectada con las paredes cuadradas descansa sobre un cinturón octagonal. La estructura entre la cúpula y el octógono está decorada con 16 nichos superficiales. Su forma no es ojival como esos que se encuentran habitualmente en la arquitectura islámica de Asia central, sino bastante semicircular. Este es un motivo que puede encontrarse en el mihrab de mármol del siglo VIII en el Museo de Bagdad, y se usó pocas veces en Asia central: otro caso comparable que puede encontrarse en Turkmenistán es el del mihrab de la mezquita del siglo XI de Muhammad Ibn Zayd, de Merv. Sin embargo, las dos se encuentran demasiado lejos para ser consideradas prototipos.
El tejado cónico externo está formado por capas horizontales usando la técnica de una falsa bóveda. Desde el interior, se ve fortalecida por 12 contrafuertes que se alzan en la cúpula interna. Aunque esto puede parecer una técnica de construcción arriesgada, el tejado no está en malas condiciones: sólo lo más alto está destruido, y la decoración azul de mayólica ligeramente dañada.
Uno de los rasgos especiales de la arquitectura del edificio es su fachada. Presenta un nicho de portal alto con el arco principal, que ha perdido ahora su forma original. El arco ojival del portal está relleno de mocárabes, un complicado sistema de formas semejantes a estalactitas, que es un motivo decorativo realizado en terracota y fijado sobre palos de madera dentro de la obra de ladrillo.
La investigación en relación con esta estructura ha dado lugar a especulaciones de que el mausoleo de Tekesh pudo haber quedado en el centro de alguna otra construcción, más grande, formada por una multitud de edificios. Así, algunos estudiosos alegarían que el edificio sirvió con un propósito diferente del de mausoleo, como, por ejemplo, una casa de gobierno o un palacio de los grandes sahs de Corasmia.

### Kyrkmolla

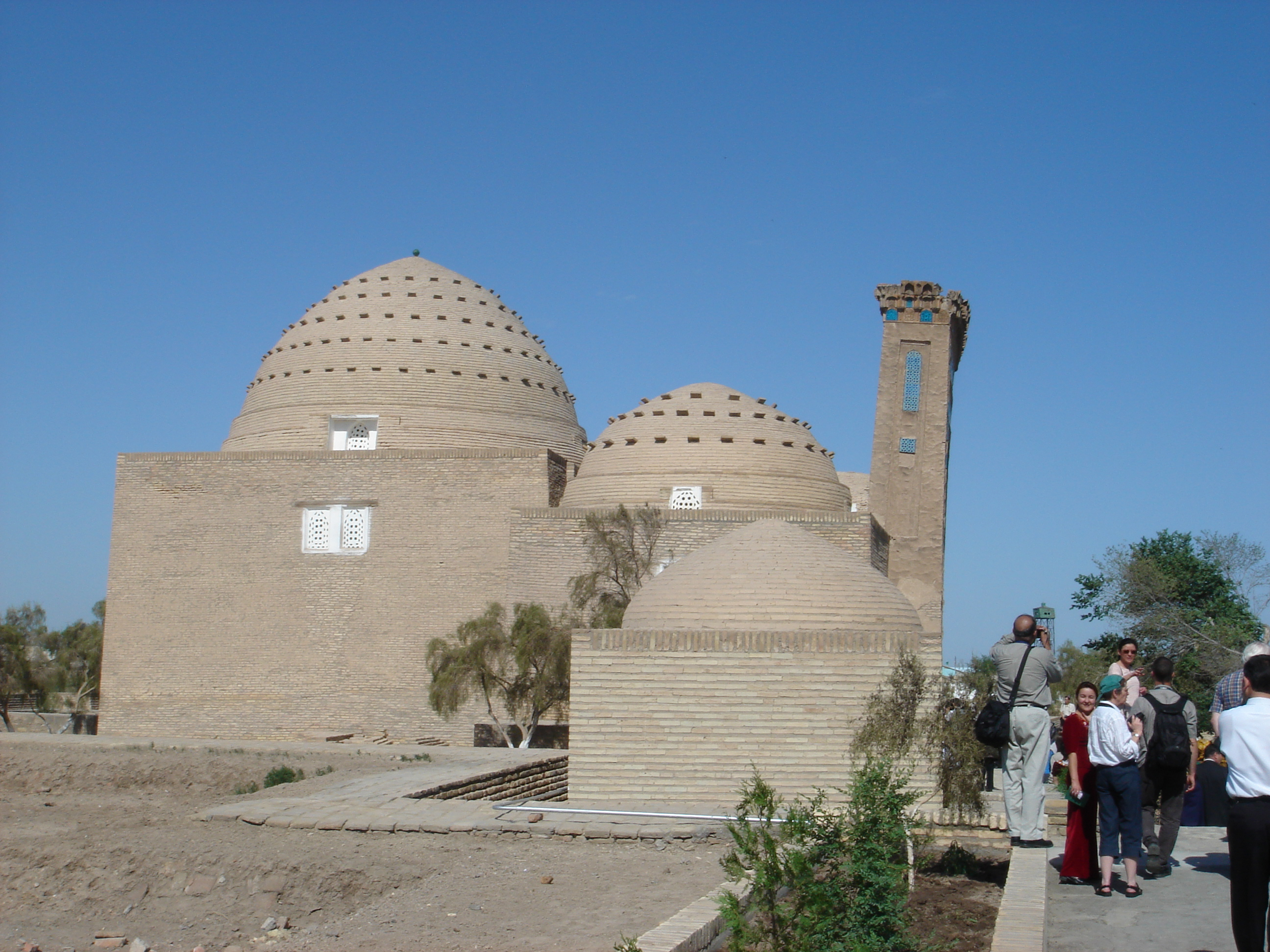
Mausoleo de Najm ad-Din al-Kubra.

Kyrkmolla es un montículo de 12 metros de alto que solía constituir una fortaleza. Se encuentra en las afueras al noreste de Gurgench. Es particularmen significativo como las cerámicas más antiguas descubiertas en el lugar, pues se remontan al siglo V a. C. Está protegida por un grueso muro de adobe que data de los siglos X a XIV, y ha sido parcialmente reconstruido después de excavaciones arqueológicas.

### Complejo de mausoleos de Najm-ad-Din al-Kubra, del sultán Ali y de Piryar Vali
Este complejo se encuentra en el centro de la ciudad nueva de Kunya-Urgench, dentro de un cementerio musulmán. El mausoleo de Najm-ad-Din al-Kubra fue erigido en la primera mitad del siglo XIV, y deriva su nombre del filósofo, pintor, físico, maestro de ajedrez y general Ahmed Ibn Omar Najm-Ad-Din al-Kubra, el fundador de la orden sufí Kubrawiya. Esta es una de las estructuras que fue reconstruida durante la era de prosperidad de Corasmia, y también después de la invasión mongola.
El mausoleo de Sultan Ali, quien gobernó en el siglo XVI, se encuentra al otro lado. Es un monumento hexagonal, con una cúpula que mide 9,5 metros de diámetro.
El mausoleo de Piryar Vali, contemporáneo del de Najm-Ad-Din al-Kubra, se encuentra al oeste de este último mausoleo, y fue construido en los siglos XIII y XIV. Tiene 6,5 metros de alto y mide 7,5 metros de largo.

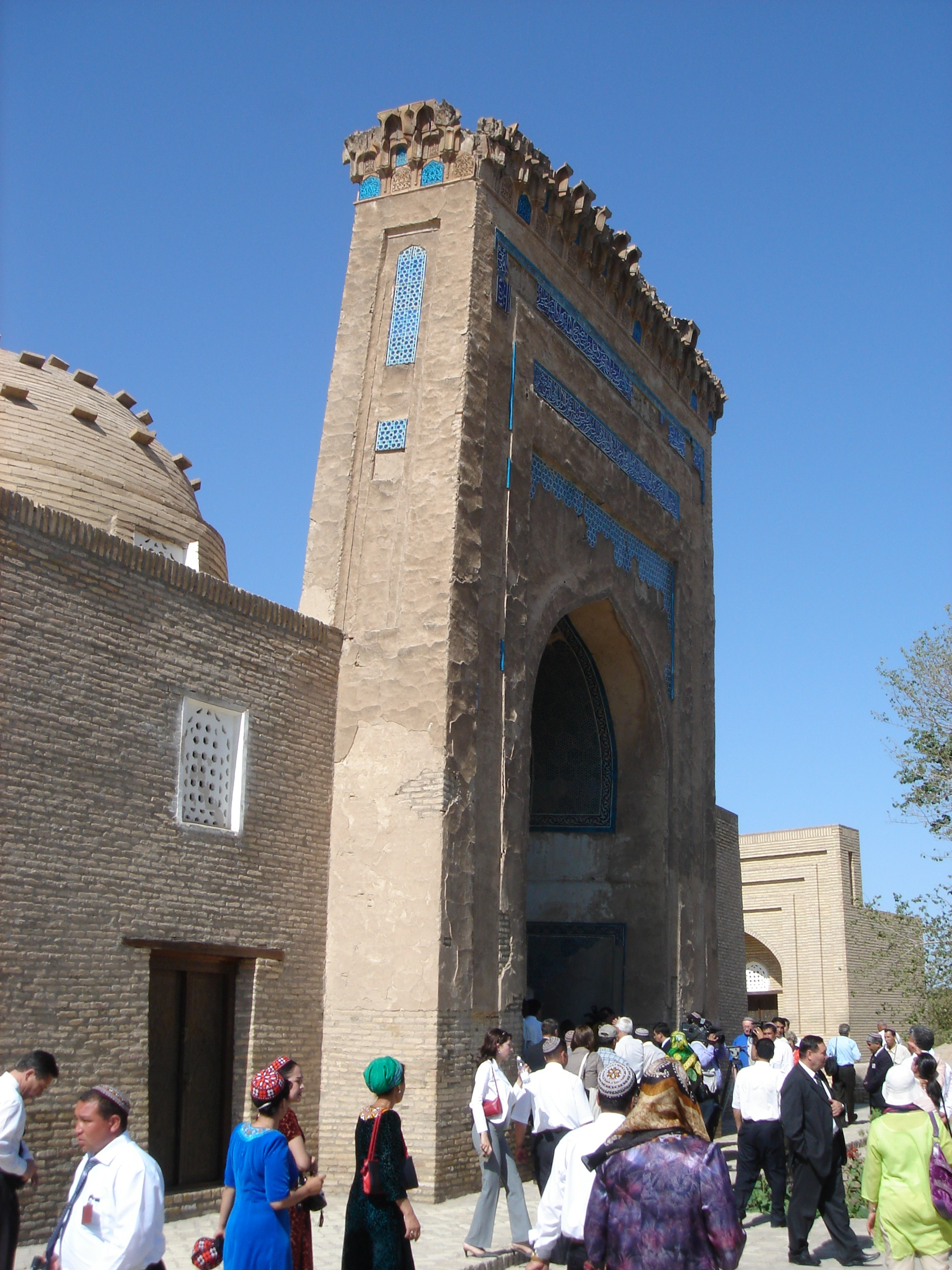
Portal en frente del mausoleo de Najm ad-Din al-Kubra.

### Mausoleo Il Arslan

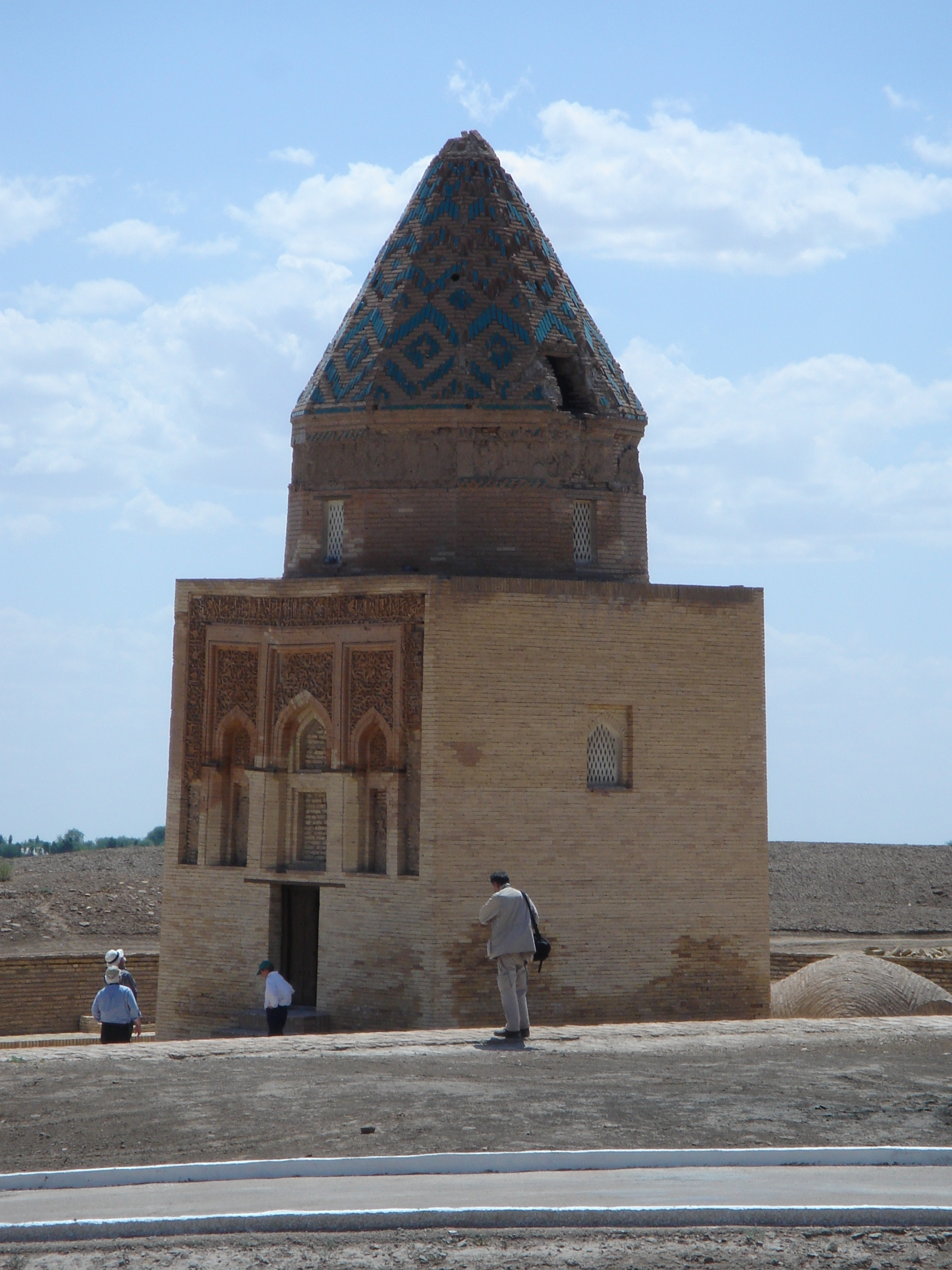
Vista del mausoleo de Il Arslan, Kunya Urgench, Turkmenistán.

Il Arslan es una obra arquitectónica magnífica, también conocida por la gente como el mausoleo de Kho-Rezmshah II Arslan, quien gobernó desde 1156 hasta 1172. El mausoleo, que data del siglo XII, es el monumento más antiguo aún en pie en Gurgench.
El edificio tiene una estructura cuboidal de adobe similar al mausoleo islámico más antiguo de Asia central, el mausoleo de principios del siglo X de los samánidas en Bujará, pero en lugar de una cúpula semiesférica tiene un tejado cónico facetado. La estructura está decorada con un motivo tallado en relieve en paneles de ladrillo, un friso que contiene un aforismo escrito en bella letra, y con motivos vegetales tallados que muestran variaciones de una pauta de arabescos. El esquema decorativo de la cúpula presenta una técnica de baldosas ejecutada en baldosas de ladrillo vidriado turquesas, formando una pauta geométrica.
Según algunos de los últimos descubrimientos científicos, una de las funciones de la estructura, en cierto punto, era la de almacenar agua.

### Complejo Ibn Khajib
Este monumento está dedicado a Ibn Khajib, uno de los talentosos discípulos de Najm-ad-Din al-Kubra. Se encuentra en la parte occidental del antiguo Urgench y está formada por un complejo de monumentos, todos construidos en diferentes períodos de tiempo, desde el siglo XIV al XIX.

### Ak-Kala
Ak-Kala es una fortaleza ubicada en el suroeste de las ruinas de la Urgench medieval. Sus muros, cuya altura varía de 6 a 8 metros, y que miden aproximadamente 2 metros en lo alto, se extienden a lo largo de más de un kilómetro. Fueron construidos con adobe y sus esquinas están decoradas con torres semicirculares, mientras que el lado interior del muro de la fortaleza está sostenido por contrafuertes.

### Khorezm-Bag
Es una fortaleza cuadrangular, erigida por el kan Muhammed Emin, y mide 400 por 500 metros; se construyó a mediados del siglo XIX en las afueras al suroeste de Kunya-Urgench. Está rodeada por una muralla alta que ha sido severamente erosionado por el paso del tiempo.

## Museo de Kunya Urgench (Mezquita de Dash)
El museo está ubicado en la estructura de ladrillo de la mezquita de Dash, una antigua madrasa construida a principios del siglo XX. Se construyó como mezquita y sirvió de escuela coránica antes de transformarse en un museo en los años noventa. Su estructura es principalmente cuadrada, con una multitud de habitaciones que se abren a un gran patio, y que ahora alberga diversas exposiciones.
El museo muestra la historia del lugar, con arte y artesanía propia de la región, la tradición constructiva de Urgench, etc. La habitación más grande está dedicada a la historia y los tesoros de la ciudad antigua, incluyendo un modelo en miniatura de Gurgench y una variedad de artefactos como boles de cerámica, azulejos vidriados, juguetes de niños, o textos en árabe. Otra sala importante gira en torno a la mezquita de Dash y la historia de su construcción y uso. Alrededor del patio, detrás del edificio principal, las restantes habitaciones, de menor tamaño, que en el pasado fueron dormitorios de estudiantes de la madrasa, se han convertido en 19 muestras que explican la artesanía tradicional de la región, como la elaboración de alfombras, alfarería, construcción de yurtas, etc.

## Tradición constructiva
Kunya Urgench ha sido, durante mucho tiempo, una prolífica escuela de maestros constructores. El conocimiento y las habilidades de esta escuela se han difundido, a lo largo de los siglos, por todo el mundo musulmán, y puede reconocerse en las estructuras y decoraciones de muchos edificios de la época de Tamerlán, tanto dentro de Turkmenistán, como en otras regiones, verbigracia Uzbekistán, Afganistán, Transcaucasia, Turquía, Irán, Pakistán y la India. Por ejemplo, numerosos edificios en Samarcanda se erigieron por constructores y arquitectos procedentes de Kunya Urgench en el siglo XIV.
La inventiva y habilidad de los artesanos y arquitectos locales puede verse en excepcionales detalles constructivos, como estructura, forma u ornamentación, que se ha perfeccionado a lo largo del tiempo. Más aún, las técnicas constructivas tradicionales han sobrevivido hasta el día de hoy: por ejemplo, los hornos en Kunya Urgench se usan aún por toda la región para la producción de ladrillos utilizados para reconstruir edificios históricos.

## Geografía

### Clima
Kunya Urgench tiene un clima desértico frío (BWk en la clasificación climática de Köppen), con veranos largos y cálidos. Los inviernos son relativamente breves, pero bastante fríos. La precipitación es escasa a lo largo de todo el año, con una media de 109 mm (4.36 in).
| Parámetros climáticos promedio de Kunya-Urgench | Parámetros climáticos promedio de Kunya-Urgench | Parámetros climáticos promedio de Kunya-Urgench | Parámetros climáticos promedio de Kunya-Urgench | Parámetros climáticos promedio de Kunya-Urgench | Parámetros climáticos promedio de Kunya-Urgench | Parámetros climáticos promedio de Kunya-Urgench | Parámetros climáticos promedio de Kunya-Urgench | Parámetros climáticos promedio de Kunya-Urgench | Parámetros climáticos promedio de Kunya-Urgench | Parámetros climáticos promedio de Kunya-Urgench | Parámetros climáticos promedio de Kunya-Urgench | Parámetros climáticos promedio de Kunya-Urgench | Parámetros climáticos promedio de Kunya-Urgench |
| Mes                                             | Ene.                                            | Feb.                                            | Mar.                                            | Abr.                                            | May.                                            | Jun.                                            | Jul.                                            | Ago.                                            | Sep.                                            | Oct.                                            | Nov.                                            | Dic.                                            | Anual                                           |
| ----------------------------------------------- | ----------------------------------------------- | ----------------------------------------------- | ----------------------------------------------- | ----------------------------------------------- | ----------------------------------------------- | ----------------------------------------------- | ----------------------------------------------- | ----------------------------------------------- | ----------------------------------------------- | ----------------------------------------------- | ----------------------------------------------- | ----------------------------------------------- | ----------------------------------------------- |
| Temp. máx. media (°C)                           | 0.2                                             | 2.7                                             | 10.4                                            | 20.7                                            | 28.5                                            | 33.4                                            | 35.2                                            | 32.6                                            | 26.9                                            | 17.9                                            | 10.1                                            | 3.1                                             | 18.5                                            |
| Temp. media (°C)                                | -4.0                                            | -2.3                                            | 4.8                                             | 14.1                                            | 21.3                                            | 25.9                                            | 27.9                                            | 25.3                                            | 19.3                                            | 11.1                                            | 5.0                                             | 0.1                                             | 12.4                                            |
| Temp. mín. media (°C)                           | -8.0                                            | -7.1                                            | -0.5                                            | 7.7                                             | 14.2                                            | 18.4                                            | 20.7                                            | 18.0                                            | 11.7                                            | 4.4                                             | 0.0                                             | -2.8                                            | 6.4                                             |
| Precipitación total (mm)                        | 9                                               | 8                                               | 17                                              | 19                                              | 13                                              | 4                                               | 3                                               | 2                                               | 3                                               | 9                                               | 10                                              | 12                                              | 109                                             |
| Fuente: Climate-data.org                        |                                                 |                                                 |                                                 |                                                 |                                                 |                                                 |                                                 |                                                 |                                                 |                                                 |                                                 |                                                 |                                                 |

### Primaria
Los libros son citados en números romanos y capítulos y párrafos en números arábigos. Entre paréntesis se usaron los apellidos de los editores o traductores de las ediciones usadas para indicar las páginas. 
- Ahmad ibn Fadlan. Libro de las rutas y los reinos. Véase en Montgomery, James E. (2014). «Ibn Fadlan. Mission to the Volga». Two Arabic Travel Books: Accounts of China and India (en inglés). Nueva York: New York University Press. pp. 165-297. Véase también en Lunde, Paul; Stone, Caroline (2012). «Part I. The Book of Ahmad ibn Fadlān 921-922». Ibn Fadlan and the land of darkness: Arab travellers in the far north (en inglés). Londres: Penguin Books. pp. 3-58.
- Al-Istajri. Rutas y reinos. Véase en De Goeje, Michael Jan (1926). «Al-Istakhri, Kitab al-masalik wa-al-mamalik». Bibliotheca Geographorum Arabicorum (BGA). Viae regnorum: descriptio ditionis moslemicae autore Abu Ishák al-Fárisí al-Istakhrí (en árabe) II (2ª edición). Leiden: E. J. Brill.
- Al-Muqaddasi. Las mejores divisiones en el conocimiento de las regiones. Véase en De Goeje, Michael Jan (1877). Descriptio imperii Moslemici (en árabe). Leiden: E. J. Brill.
- Ibn Battuta. Una obra maestra para quienes contemplan las maravillas de las ciudades y las maravillas del viaje. Véase en Gibb, H. A. R. (1971). The Travels of Ibn Baṭṭūṭa, A.D. 1325–1354 (en inglés) III. Londres: Hakluyt Society.

### Estudios
- Andrianov, Boris Vasilyevich (1969). Древние оросительные системы Приаралья (в связи с историей возникновения и развития орошаемого земледелия) (en ruso). Moscú: Нау́ка.
- Arzhantseva, Irina A.; Härke, Heinrich; Armarchuk, Ekaterina A. (2023). «Beyond the Gate of the Turks: Archaeology around the Aral Sea».  En Jonathan Shepard, Luke Treadwell, ed. Muslims on the Volga in the Viking Age: In the Footsteps of Ibn Fadlan (en inglés). Londres: Bloomsbury Publishing. pp. 149-176. ISBN 9780755618187.
- Bolshakov, Oleg G.; Belenitsky, Alexander M.; Bentovich , I. B. (1973). Средневековый город Средней Азии (en ruso). Moscú: Наука.
- Burjánov, Albert A. (2009). «Поселения Хорезма». История татар. Улус Джучи (Золотая Орда). XIII – середина XV в. (en ruso) III. Kazán: Институт истории АН РТ. pp. 250-258.
- Chandler, Tertius (1987). Four Thousand Years of Urban Growth: An Historical Census (en inglés). Lewiston: St. David's University Press.
- Chandler, Tertius; Fox, Gerald (2013). 3000 Years of Urban Growth (en inglés). Ámsterdam: Elsevier. ISBN 9781483271255.
- Chmelnizkij, S. (1999). «The Mausoleum of Tekesh in Kunya Urgench». International Congress of Turkish Art: Art Turc, Turkish Art. 10e Congrès International D'art Turc, Genève, 17-23 Septembre 1995 : Actes (en inglés) (Ginebra: Fondation Max Van Berchem): 217-221. ISBN 9782051017633.
- De la Vaissière, Étienne (2017). «Early Medieval Central Asian Population Estimates». Journal of the Economic and Social History of the Orient (en inglés) XL (6): 788-817.
- Egorov, Vamir L. (1985). «Глава третья. Города Золотой Орды и некоторые вопросы экономической географии государства». Историческая география Золотой Орды в XIII-XIV вв. (en ruso). Moscú: Нау́ка. pp. 74-140.
- Glujovski, Aleksandr Ivánovich (1893). The Passage of the Water of the Amu-Darya by its Old Bed into the Caspian Sea (en inglés). San Petersburgo: Adamant Media Corporation.
- Golombek, L. (2011). «The Turabeg Khanom Mausoleum in Kunya Urgench: Problems of Attribution». Muqarnas. An Annual on the Visual Cultures of the Islamic World (en inglés) (28): 133-156.
- Howorth, Henry Hoyle (1880). History of the Mongols: From the 9th to the 19th Century (en inglés) II. Londres: Longmans, Green.
- Itina, M. A. (1991). Древности Южного Хорезма (en ruso). Moscú: Наука. ISBN 5—02—009919—8 |isbn= incorrecto (ayuda).
- Jalikov, Alfred J. (1976). «История изучения Билярского городища и его историческая топография».  En Valentín V. Sedov, ed. Исследования великого города. Сборник статей (en ruso). Moscú: Наука. pp. 5-56.
- Kuehn, Sara (2007). «Tilework on 12th to 14th century funerary monuments in Urgench (Gurganj)». Arts of Asia (en inglés) XXXVII (2): 112-129.
- Le Strange, Guy (2023). The Lands of the Eastern Caliphate: Mesopotamia, Persia, and Central Asia from the Moslem Conquest to the Time of Timur (en inglés). Eugene: Wipf and Stock Publishers. ISBN 9781666773071.
- Nerazik, Elena E. (1976). Сельское жилище в Хорезме (I-XIV вв.). Из истории жилища и семьи. Археолого-этнографические очерки (en ruso). Moscú.
- Rapoport, Yuriy A.; Levina, Leonid M.; Nerazik, Elena E. (2000). В низовьях Окса и Яксарта: образы древнего Приаралья (en ruso). Индрик: Moscú. ISBN 9785857591154.
- Saunders, John Joseph (2023). The History of the Mongol Conquests (en inglés). Londres: Taylor & Francis. ISBN 9781000908602.
- Subtelny, Maria E. (1993). «Medieval Persian Agricultural Manual in Context: The Irshād al zirā'a in late Timurid and Early Safavid Khorasan».  En P. Geuthner, ed. Studia Iranica (en inglés) (París: Association pour l'avancement des études iraniennes) XXII (2): 167-217.
- Tolstov, S. P. (2013). Древний Хорезм: Опыт историко-археологического исследования (en ruso). Taskent: Узбекистан файласуфлари миллий жамияти. ISBN 9785458408356.
- Vakturskaya, Nina N. (1958). «Раскопки городища Ургенч в 1952 г.». Труды Хорезмской археолого-этнографической экспедиции (en ruso) II. Moscú: Академия наук Узбекской ССР, каракалпакский филиал. pp. 467-494.